# Tuwat
El tuwat (touat, tuat) és una parla amaziga de les llengües zenetes. És parlada pels amazics zenetes en un nombre de viles a la regió de Touat d'Algèria; principalment a Tamentit (on era pràcticament extingida el 1985) i Tittaf, al sud del gurara. La web Ethnologue les considera una sola llengua, «Zenati», però Blench classifica el gurara com un dialecte Mzab–Wargla, i tuwat com un dialecte del continu rifeny.